# Chromosome 14 en anneau
Le chromosome 14 en anneau est une aberration chromosomique extrêmement rare (autour de quatre-vingt cas publiés entre 1971 et 2021), notée r(14).
Les manifestations en sont :
- microcéphalie avec retard mental ;
- hypotonie musculaire ;
- dysmorphie cranio-faciale (dolichocéphalie, épicanthus, hypertélorisme, etc.) ;
- vitiligo ou taches café au lait.